# Хуанма Ортіс (футболіст, 1982)
Хуан Мануель «Хуанма» Ортіс Паласон (ісп. Juan Manuel "Juanma" Ortiz Palazón, нар. 1 березня 1982, Гуардамар-дел-Сегура) — іспанський футболіст, півзахисник.

## Ігрова кар'єра
Народився 1 березня 1982 року в місті Гуардамар-дел-Сегура. Вихованець юнацьких команд «Депортиво Алоне» та «Кельме». У дорослому футболі дебютував 2001 року виступами за команду «Атлетіко Мадрид Б», в якій провів два сезони. З 2003 року почав потрапляти до заявки головної команди  «Атлетіко», утім конкуренцію за місце у її складі зазвичай програвав.
2004 року був відданий в оренду до «Осасуни», а за два роки на анлогічних умовах перейшов до друголігового «Полідепортіво».
2007 року повернувся до виступів на рівні Ла-Ліги, уклавши контракт з «Альмерією». Протягом наступних чотирьох років був гравцем її основного складу. 2011 року команда втратила місце в елітному іспанському дивізіоні і погодила перехід одного зі своїх лідерів за 450 тисяч євро до шотландського  «Рейнджерс». У Глазго пробитися до основного складу команду іспанцю не вдалося, і, провівши за півроку лише 10 ігор у місцевій першості, вже на початку 2012 року він повернувся до «Альмерії» на правах оренди.
Влітку того ж 2012 року гравець уклав повноцінний контракт із «Гранадою», у складі якої відіграв сезон 2012/13, який став для нього останнім у кар'єрі на рівні Ла-Ліги. Згодом упродовж сезону 2013/14 грав в оренді у друголіговому  «Еркулесі», а у вересні 2014 перейшов до кіпрського АЕК (Ларнака), де був важливим гравцем протягом трьох сезонів.
2019 року повернувся на футбольне поле, ставши гравцем нижчолігової «Ла Нусії», наступного року перейшов до «Інтерсіті», представника Терсери, четвертого іспанського дивізіону.